# Straßenbahn Mörchingen

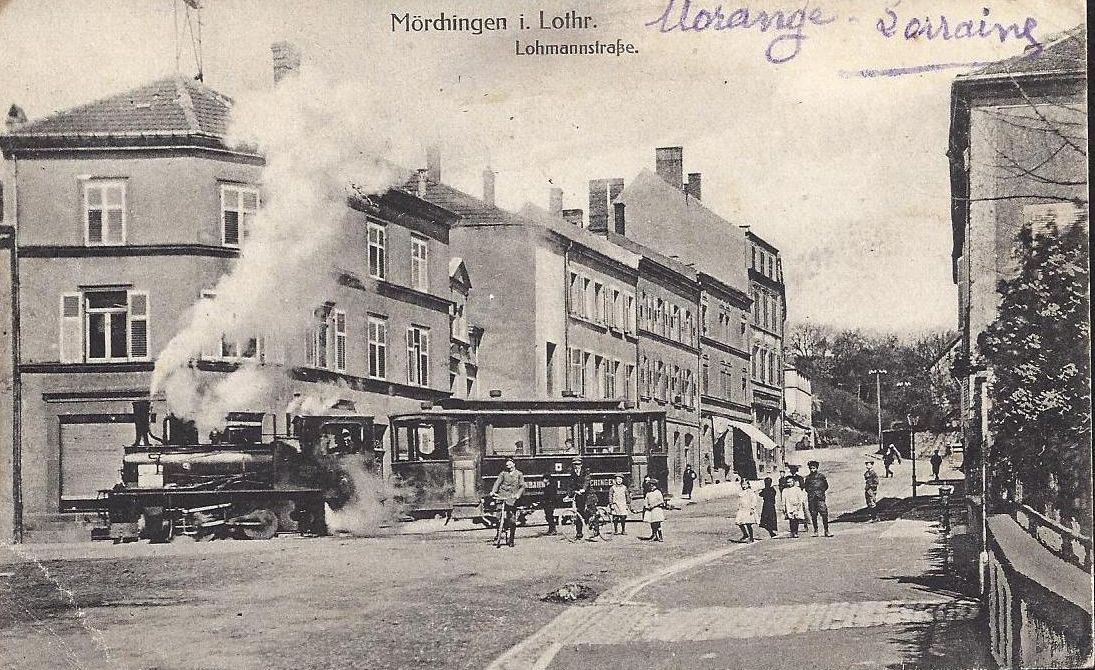
Zug in der Lohmannstraße/ Ecke Bergstraße

Die Straßenbahn Mörchingen war eine meterspurige Dampfstraßenbahn, die ab 1911 in der lothringischen Kleinstadt Mörchingen (französisch Morhange) den Bahnhof mit der Stadtmitte verband. Sie wurde bereits 1918 eingestellt.

## Vorgeschichte
Das lothringische Städtchen Mörchingen gehörte seit 1871 im annektierten Reichsland Elsaß-Lothringen zum Deutschen Reich. Es erhielt beim Bau der Bahnstrecke von Rémilly nach Réding durch die Reichseisenbahnen in Elsaß-Lothringen 1877 einen Bahnhof. Dieser lag jedoch rund zweieinhalb Kilometer nordöstlich des Stadtzentrums auf freiem Felde, da der Ort im Norden von einem Höhenzug überragt wurde und die Strecke daher aus topographischen Gründen nicht näher an die Stadt herangeführt werden konnte. Für den landwirtschaftlich geprägten Ort mit seinen etwa tausend Einwohnern war diese Verkehrsanbindung ausreichend.
1890 wurde beschlossen, den Ort als Garnison auszubauen. Binnen fünf Jahren entstanden mehrere Kasernenkomplexe für Infanterie, Feldartillerie und Ulanen, dazu Wohnquartiere für Offiziere und weitere militärische Bauten. Die Zahl der stationierten Soldaten betrug knapp 5.000, außerdem waren weitere Zivilisten zugezogen. Bei der Volkszählung 1895 wurden 7.603 Einwohner gezählt.

## Bau
Der erste Vorstoß zur Errichtung einer Straßenbahn kam im Jahr 1898 von dem Bremer Unternehmer Carl Francke. Er beabsichtigte, südlich der Altstadt ein Gaswerk zu errichten, das mit einem Gasmotor auch Strom für eine elektrische Straßenbahn zwischen Bahnhof, Altstadt und jenem Werk hätte liefern können. Die Bahn sollte neben Personen auch Güter und Post befördern. Da die Straße zwischen Altstadt und Bahnhof schmal, unbefestigt und insbesondere durch Fuhrwerke und das Militär stark belastet war, erhielt Francke die Auflage, diese Straße beim Bau der Bahn gleichzeitig zu pflastern. Da ihm das zu teuer war, verzichtete Francke 1901, obwohl bereits mehrere Verträge unterzeichnet und der Konzessionsvertrag über 50 Jahre unterschriftsreif vorlag, auf den Bau der Bahn und errichtete lediglich das vorgesehene Gaswerk.

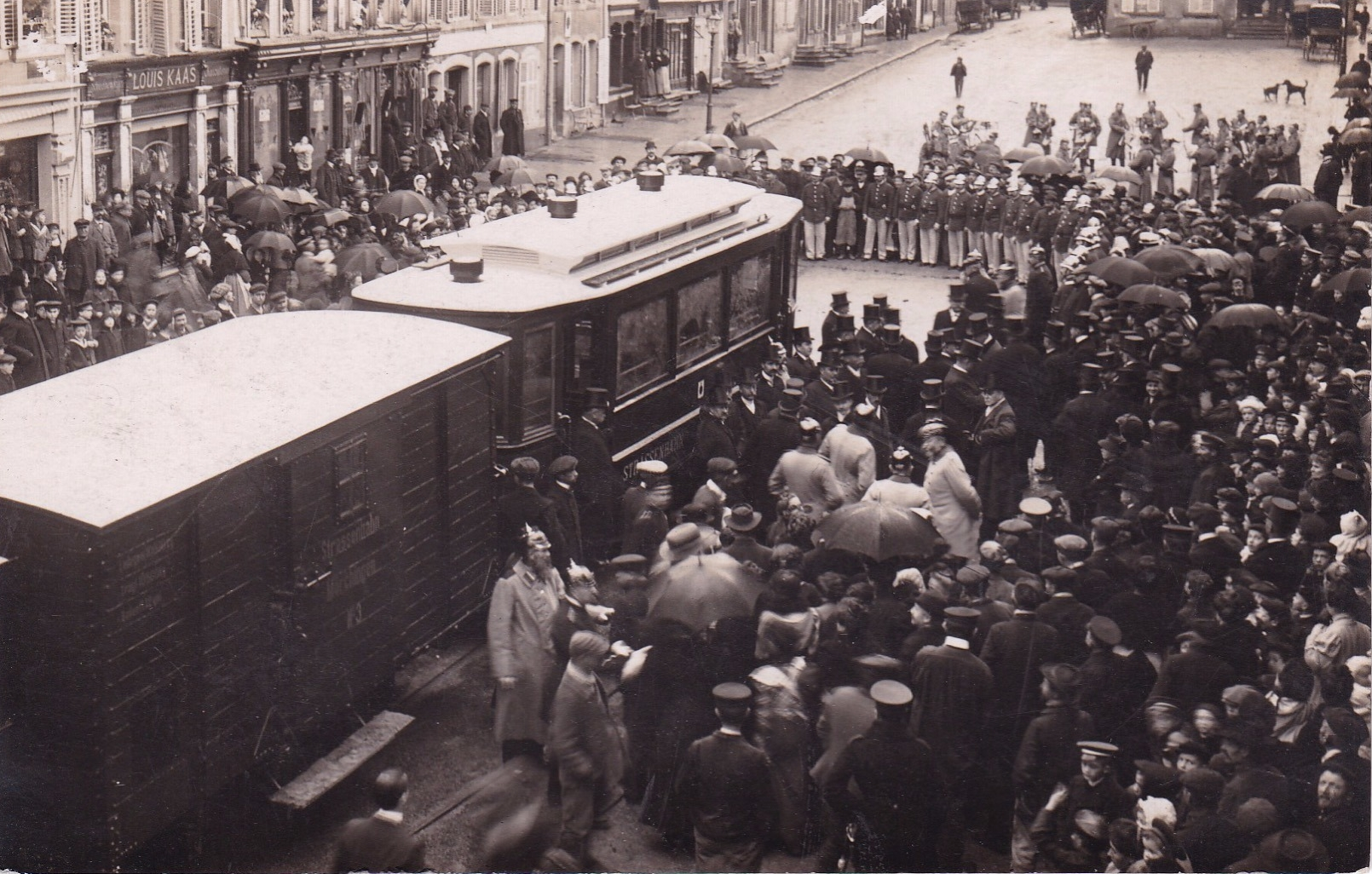
Eröffnungsfeier am 20. Dezember 1911

Gleichwohl verfolgte die Gemeinde die Idee einer Bahn in den folgenden Jahren weiter. Dem Antrag zum Bau einer gleislosen Bahn durch Schiemann & Co. verweigerte das zuständige Ministerium 1907 seine Zustimmung, ein gemeinsames Angebot von Felten & Guillaume und Lahmeyer scheiterte 1909 an den zu hohen Kosten für die Gemeinde. Diese entschloss sich daraufhin, anstelle eines elektrischen Betriebes den Bau einer Dampfstraßenbahn anzustreben. Das günstigste von fünf Angeboten war das des Oberingenieurs Schulze aus Düsseldorf. Er erhielt den Bauauftrag und begann im Frühjahr 1911 mit den Arbeiten. Um die Kosten möglichst niedrig zu halten, wurde das Depot auf dem Gelände des Gaswerks errichtet, das Eigentum an der Bahn sowie die Betriebsführung übernahm die Stadt. Die Einweihung erfolgte am 20. Dezember 1911 mit einem Festakt, der Betrieb wurde am 24. Dezember aufgenommen. Der ursprünglich geplante Posttransport per Straßenbahn kam nicht zustande. Es wurde zwar der Bau einer Weiche und eines Ladegleises vor der Post sowie die Beschaffung eines Postbeiwagens geplant, doch verzögerte sich beides durch die bald nach Inbetriebnahme auftretenden Probleme. Ende 1912 wurde der Bau für das Frühjahr 1913 angekündigt und der Umbau eines der Beiwagen für die Zwecke der Postbeförderungen. Beides wurde nicht umgesetzt.

## Betrieb

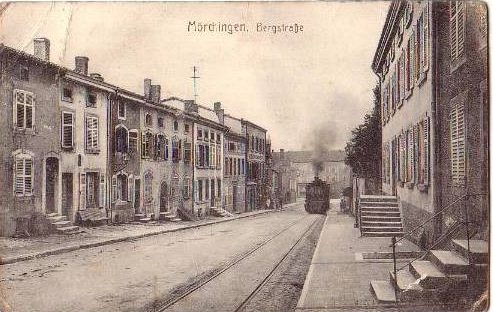
In der Bergstraße

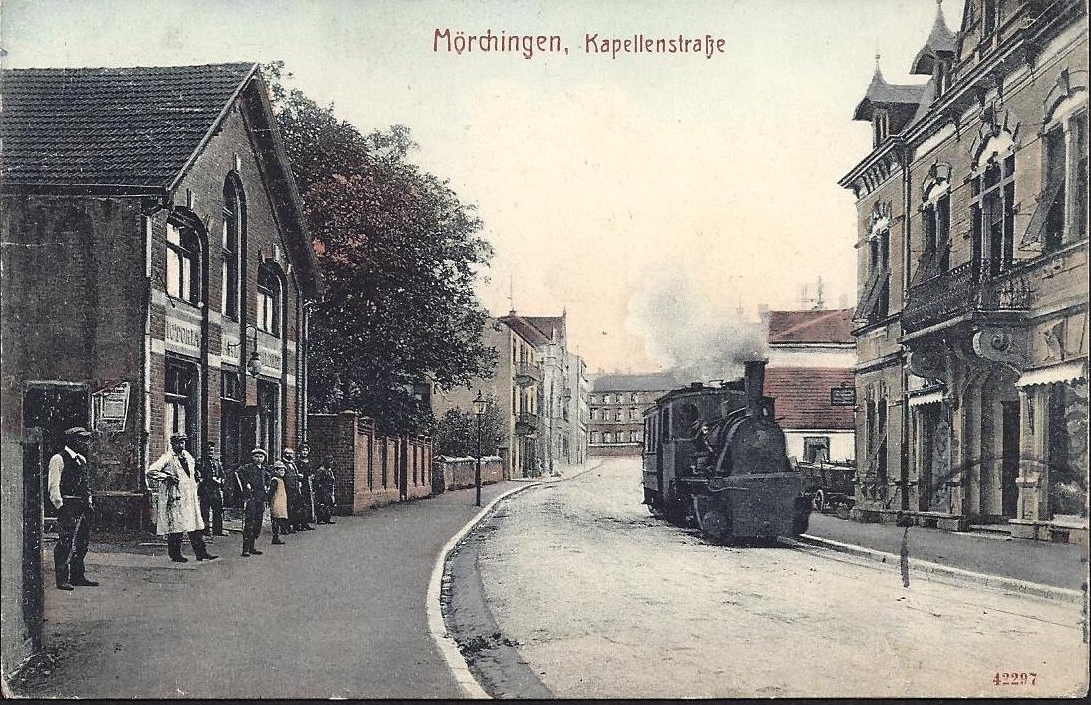
In der Kapellenstraße

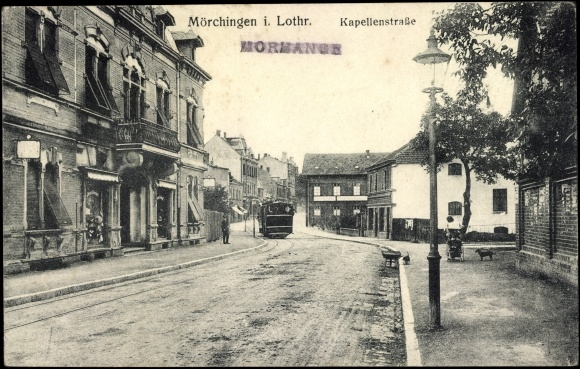
In der Kapellenstraße

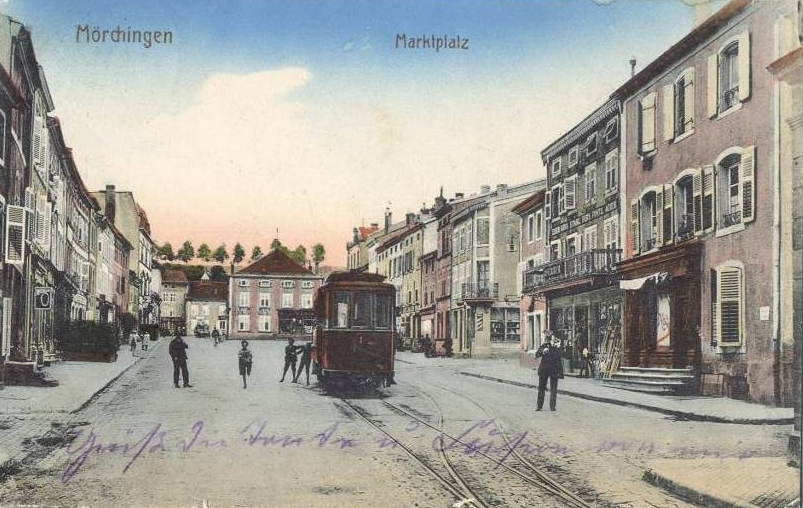
Wagen am Marktplatz

Von Beginn an bot die Straßenbahn täglich 16 Fahrten je Richtung zwischen Marktplatz und Bahnhof. Die Fahrzeit betrug 12 Minuten, der Fahrpreis 20 Pfennig (entspricht heute ca. 1 EUR), auf Kurzstrecken die Hälfte. Zwischen den Endpunkten bestanden zwölf Haltestellen. Sechs Beamte sowie ein Arbeiter wurden beschäftigt; die Betriebsaufsicht lag bei der Kreisdirektion in Forbach.
Bereits nach sieben Monaten gab es erste ernste technische Probleme. Durch das harte Mörchinger Wasser waren Bauteile der Lokomotiven verkalkt und diese nicht mehr einsetzbar. Während der mehrwöchigen Reparatur ruhte der Gesamtbetrieb. Als Konsequenz musste die Gemeinde die Betriebsführung an die Leitung des Gas- und Wasserwerks abtreten und für 3.000 Mark (heute etwa 20.000 EUR) eine Wasservorreinigungsanlage installieren. Die monatliche Wartung der Lokomotiven übernahmen ab dann Techniker der Reichseisenbahn.
Noch im gleichen Jahr stellte sich heraus, dass der günstige Preis des Düsseldorfer Ingenieurs durch mangelhafte Bauausführung teuer erkauft worden war. Teilweise waren unter den Gleisen keine Packlagen vorhanden, was dazu führte, dass die Gleise ihre Lage änderten. Betriebsstörungen häuften sich, ab November 1912 musste der kleine Packwagen dauerhaft abgestellt werden, weil er häufig entgleiste. Das erste Geschäftsjahr 1912/13 schloss die Bahn mit einem Verlust von 13.000 Mark (heute ca. 80.000 EUR) bei einem Kostendeckungsgrad von 50 % ab. Dies war eine schwere finanzielle Last für die Gemeinde.

## Stilllegung
Zu Beginn des Ersten Weltkrieges Anfang August 1914 wurde der Straßenbahnbetrieb zunächst vorübergehend eingestellt. Dabei blieb es auch, obwohl sich nach dem Ende der Grenzschlachten im Raume Mörchingen die Lage wieder beruhigt hatte und Ort und Bahn nur geringe Schäden davongetragen hatten. In der Folgezeit entwickelte sich ein Ringen zwischen der Verwaltung des Militärs, die die Bahn gern wieder in Betrieb gesehen hätte, und der Gemeinde, der das zu teuer war. Eine Vereinbarung von Mai 1916, wonach die Militärkommandantur die Bahn als Ganzes angemietet hätte, wurde nicht verwirklicht. Da aber eine Beschlagnahme durch das Militär zu befürchten war, beschloss der Gemeinderat im Mai 1917, alle Fahrzeuge mit Ausnahme des Personenwagens zu verkaufen. Interessenten waren bald gefunden, die vereinbarten Erlöse überstiegen sogar den ursprünglichen Einkaufspreis. Ende 1917 wurde die Mörchinger Bahn dann doch vom Militär übernommen und wieder in Betrieb genommen. Aufgrund der kriegsbedingt gestiegenen Knappheit an Pferden und Wagen wurde die Bahn nun primär für den Transport von Gütern eingesetzt. Die drei täglichen Personenzüge waren reserviert für Militärpersonal, Beamte der Stadtverwaltung und Eisenbahner. Zu einer ursprünglich vorgesehenen Öffnung auch für Zivilpersonen kam es nicht mehr.
Nachdem die Truppen im November 1918 abgezogen waren, wurde der Betrieb der Bahn umgehend wieder eingestellt. Das Rollmaterial wurde noch im selben Monat von der Gemeinde im Wesentlichen an die ursprünglich vorgesehenen Käufer veräußert. Lediglich der Personenbeiwagen verblieb in Mörchingen, da er ohne größere Kosten in einen elektrischen Triebwagen hätte umgebaut werden können. Mörchingen war 1914 an das Überlandstromnetz angeschlossen worden und die Gemeinde wollte sich die Möglichkeit der Einrichtung einer elektrisch betriebenen Bahn erhalten. Das Thema Dampfstraßenbahn hingegen erklärte der Gemeinderat in seiner Sitzung am 13. Dezember 1918 endgültig für erledigt.
In der Folgezeit fand zunächst kein öffentlicher Verkehr zwischen Bahnhof und Stadtmitte statt. Verschiedene Projekte, darunter die Elektrifizierung der Bahn durch Thomson-Houston sowie der Umbau des Beiwagens auf Benzolantrieb scheiterten an den Kosten. Schließlich wurde am 1. Oktober 1921 probeweise ein Omnibusbetrieb auf der Strecke eingerichtet. Da er sich bewährte, kam das endgültige Aus für die Bahn. Der Beiwagen wurde im Frühjahr 1923 an die Straßenbahn Sankt Avold verkauft, der Großteil der Gleise und sonstigen Einrichtungen der Bahn im Herbst des gleichen Jahres veräußert.

## Strecke

Die Strecke auf einem Messtischblatt

Beginn der Strecke war der Vorplatz des Bahnhofs. Von hier aus ging es nach Westen. Nach 400 Metern kam die Strecke an eine Kreuzung. Hier bog sie nach Südwesten ab und erreichte nach 900 Metern den Ortsrand, zugleich Beginn der Kasernenkomplexe. Sie folgte der Kapellenstraße (heute Rue du Président Poincaré) über 1.100 Meter, bog am Beginn der Altstadt links für 100 Meter in die Lohrmannstraße (heute Rue de l’hôpital) ab, dann nach rechts in die Bergstraße (heute Rue du Général Passaga). Nach 160 Metern war der Marktplatz (Place de la république) erreicht, zugleich die Endstelle für den Personenverkehr. Hier gab es eine Ausweiche, an der die Wagen abgekuppelt wurden. Die Lokomotive fuhr weiter nach Süden über eine 400 Meter lange Betriebsstrecke durch die heutige Rue du Général Castelnau vorbei am Rathaus bis zum Depot am Gasbehälter, wo sie wenden konnte. Am Marktplatz wurden die Wagen für die Rückfahrt wieder angehängt.

## Fahrzeuge
Als Zugmaschinen schaffte die Stadt zwei neue, von Hanomag unter den Fabriknummern 6228 und 6229 hergestellte B-gekuppelte kleine Dampflokomotiven an. Ihr Leergewicht lag bei 14,6 Tonnen, das Dienstgewicht bei 18,8 Tonnen, die Höchstgeschwindigkeit bei 30 km/h.
Der Wagenpark umfasste sechs Waggons, die alle, ebenso als Neufahrzeuge, bei De Dietrich erworben wurden. Dem Personentransport diente ein geschlossener Straßenbahnwagen mit der Wagennummer 1 mit 18 Quersitzen und 14 Stehplätzen. Für die Gepäckbeförderung war Wagen 2 vorgesehen, ein kleiner Packwagen mit einem Ladegewicht von 3 Tonnen bei einer Bodenfläche von 5 Quadratmetern. Größere Frachtstücke und Stückgut wurden mit Wagen 3 transportiert, einem gedeckten Güterwagen mit 12 m² Bodenfläche und einem Ladegewicht von 10 Tonnen. Für Kohlentransporte zum Gaswerk wurden zwei offene Güterwagen (Nr. 4 und 5) mit einem Ladegewicht von ebenfalls jeweils 10 Tonnen eingesetzt. Wagen 6 schließlich war ein Bahnmeisterwagen.
Die Lokomotiven, die beiden offenen Güterwagen, der Packwagen sowie der Bahnmeisterwagen kamen 1918 zur Bergischen Kleinbahn (BK), die sie auf ihrer Strecke Heiligenhaus–Hösel einsetzte. Nach deren Stilllegung setzte die BK die Wagen auf ihrem übrigen Meterspurnetz ein, der Verbleib der Lokomotiven ist unbekannt. Der gedeckte Güterwagen wurde an die Straßenbahn Idar-Oberstein veräußert, die ihren Güterverkehr aber bereits 1924 einstellte. 1928 war der Wagen dort schon nicht mehr aufgelistet. Der Personenwagen wurde 1923 an die Straßenbahn in Sankt Avold verkauft. Nach deren Stilllegung kam er zur Saarbrücker Straßenbahn, die ihn unter der Wagennummer 273 bis 1958 einsetzte. Im darauffolgenden Jahr wurde er verschrottet.